# Mongrovaspis quadrispinosa
Mongrovaspis quadrispinosa är en insektsart som först beskrevs av Green 1934.  Mongrovaspis quadrispinosa ingår i släktet Mongrovaspis och familjen pansarsköldlöss. Inga underarter finns listade i Catalogue of Life.